# Kamui (train)
Pour les articles homonymes, voir Kamui.
Le Kamui (カムイ) est un train express existant au Japon et exploité par la compagnie JR Hokkaido, qui relie la ville de Sapporo à celle d'Asahikawa. Son nom fait référence au kamuy, un être spirituel ou divin dans la mythologie Aïnou.

## Gares desservies
Le Kamui circule de la gare de Sapporo à la gare d'Asahikawa en empruntant la ligne principale Hakodate.
| Nom des gares |
| ------------- |
| Sapporo       |
| Iwamizawa     |
| Bibai         |
| Sunagawa      |
| Takikawa      |
| Fukagawa      |
| Asahikawa     |

## Matériel roulant
Les services Kamui sont effectués par des rames série 789-1000. Dans le passé, ils ont été effectués par les séries KiHa 56, 711 et 785.

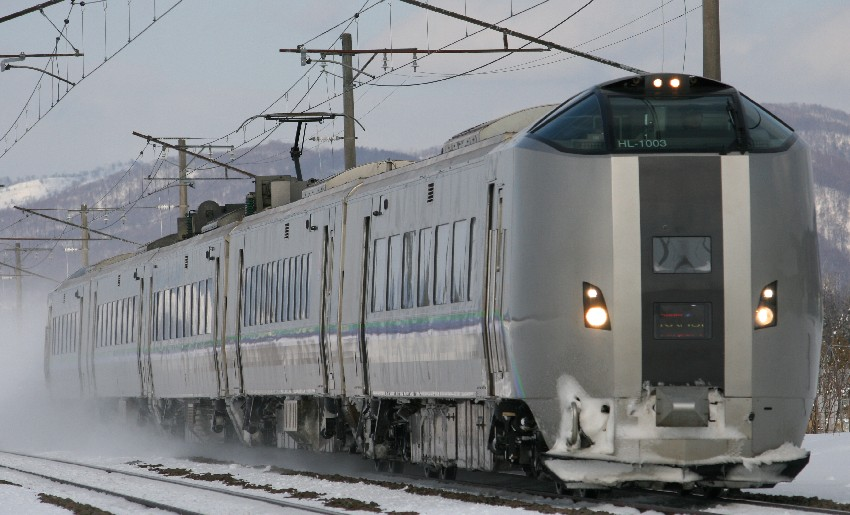
Série 789-1000
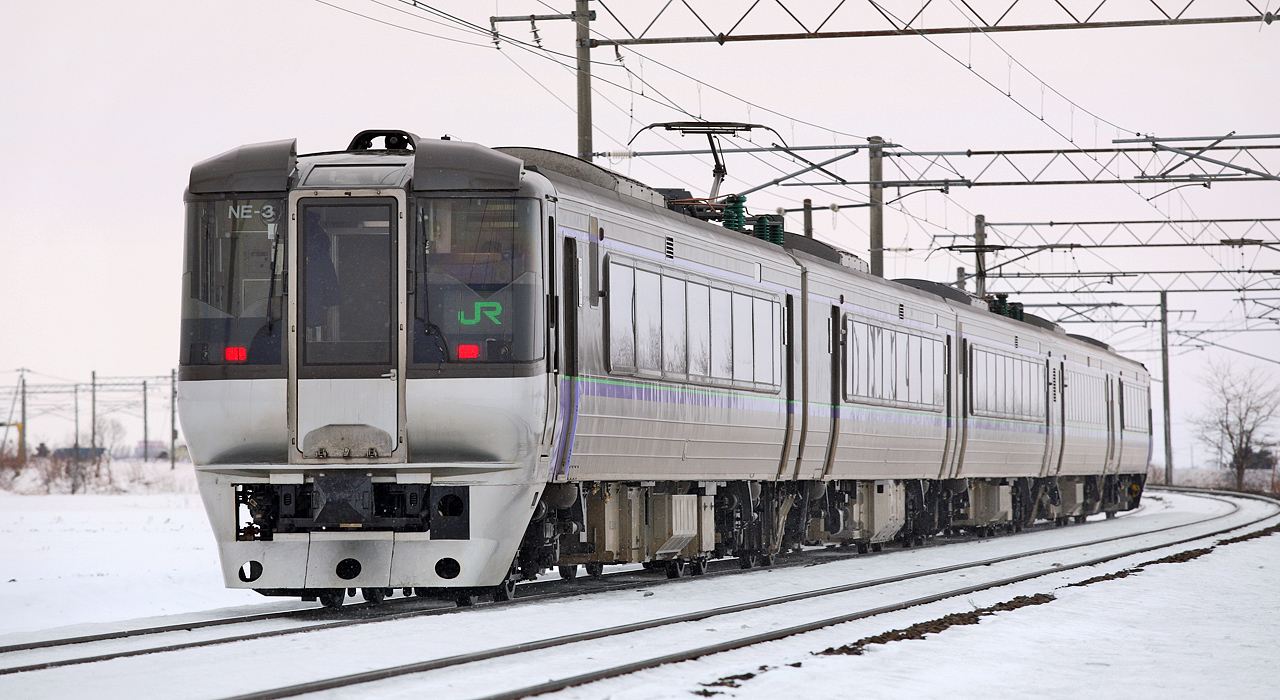
Série 785
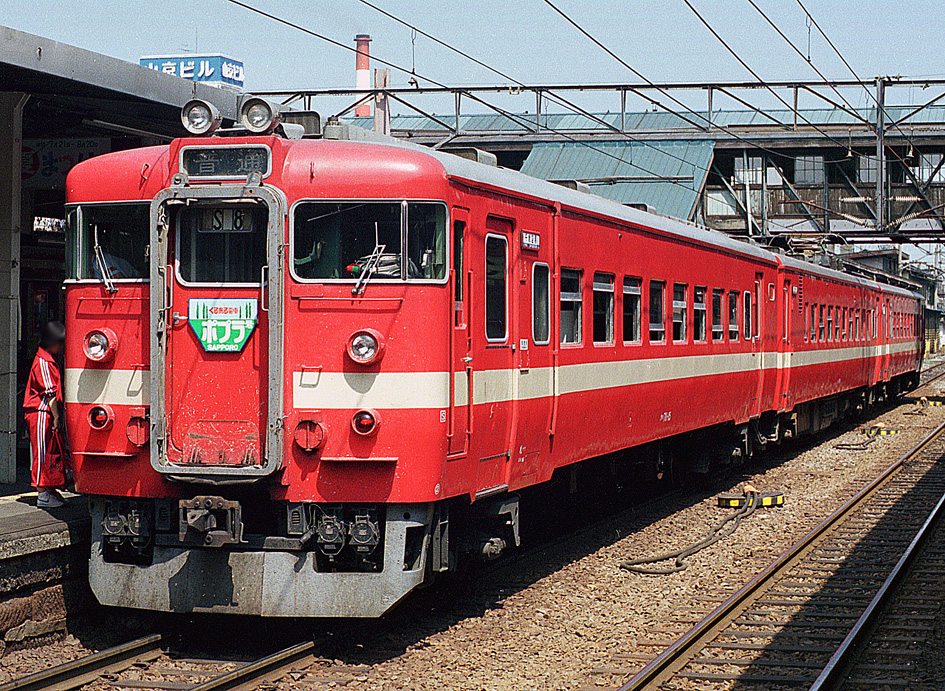
Série 711

## Composition des rames
- Série 789-1000[1]:

| N° de voiture | 1           | 2           | 3       | 4       | 5       |
| Classe        | Non réservé | Non réservé | Réservé | Réservé | Réservé |